# 阿拉伯折路戲
阿拉伯折路戲（Tâb），是阿拉伯世界流傳悠久的擲鬥遊戲。

兩方的行棋路徑

## 博具
- 棋盤通常為橫四縱九方格棋盤。

- 每方棋子枚數等於縱向數。

- 擲具類似柶戲的長斫，共四根。

## 博
| 采組     | 彩名          | 采數 | 獎采           |
| -------- | ------------- | ---- | -------------- |
| 四背     | Sette         | 6    |                |
| 一正三背 | Tâb           | 1    | 玩家再來一次。 |
| 二正二背 | Duk et-talâte | 2    |                |
| 三正一背 | Duk et-neyn   | 3    |                |
| 四正     | Arba          | 4    |                |

## 博法
- 初始佈置為雙方棋子置於己方底行，一枚放一格。

- 每回合擲長斫，然後依采數移動一己棋，以牛耕式轉行書寫法移動，移動範圍僅限靠近己方的三橫行，但不回到己方底行，可穿越任何方棋子，至空格、任何己方棋子的棋格、或至少於或等於己方棋疊數量的敵棋處。
  - 若至少於或等於己方棋疊數量的敵棋處，將該些敵棋移除遊戲。
  - 若行至己棋處，疊在該些己棋上成為棋疊，之後需一同移動。
- 無法行棋時須放棄移動。
- 以消滅所有敵棋為勝。